# Kiełpiński (Adelsgeschlecht)

Kiełpiński vom Wappen Rogala

Die Kiełpiński sind ein polnisches Adelsgeschlecht.

## Geschichte

### Herkunft
Die Kiełpiński sind ein altes masowisches Adelsgeschlecht aus Kiełpin bei Warschau. Kiełpin ist heute Teil der Landgemeinde Łomianki. 1444 war der Ort Teil des Distrikts Warschau, seit 1528 Teil des Powiat Warschau. 1294 wurde der Ort als Kelpino, im Jahre 1426 als Kyelpino bzw. Kylpyno, seit 1580 als Kiełpino bezeichnet.

### Abstammung
Die Familie entstammt dem Geschlecht der Rogala aus Sąchocina (Sochocin) bzw. Rogala-Sąchocki. Die Familie Kiełpiński aus Masowien, ist nicht zu verwechseln mit der pommerellischen Familie Kiełpiński bzw. Ko(e)łpiński, die ihren ursprünglichen Namen Krupa zu Beginn des 17. Jh. in Anlehnung an ihren Besitz in Kiełpino bei Karthaus änderte.
Eine Verwandtschaft zum pommerellischen Zweig der Manteuffel alias Manteuffel-Kiełpiński bzw. Kiełpiński-Manteuffel ist ebenfalls nicht herzuleiten, obgleich eine Vielzahl von Familienmitgliedern dieses Zweiges, der mit dem Indigenat belegt war, im Laufe der letzten Jahrhunderte in Polen ausschließlich den Namen Kiełpiński führten.
Seit 1584 nennt sich die Familie aus Masowien Kiełpieńscy vom Wappen Rogala. Später, bis zum 19. Jh. Kiełpiński vom Wappen Rogala. Familienmitglieder zeichneten teilweise auch mit z Zaborów. In der Genealogie wird die Familie auch als die ′alte Familie Kiełpiński′ bezeichnet.

### Familie
Erstmals wird die Familie 1426 mit dem Marschall Jakob z Kiełpińa als Besitzer von Kiełpin angeführt. Im Jahre 1432 wurden die Besitztümer der Familie (darunter Zaborów, ihr Anwesen in Zakroczym (Masowien), Ciechanów und der Besitz Kiełpiń) zwischen den Brüdern, vermutlich Jakobs Söhne, Ścibor, herbu Rogala, Marschall des Herzog Janusz sowie Jan aus Sąchocina aufgeteilt.
Nach dem Ableben des Ścibor aus Sąchocina fiel sein Besitz, darunter Zaborów und Kiełpiń, an seinen Sohn Jan Sąchocki († 1461), der ihn 1444 an seinen Vetter, Jan Rogala z Węgrzynowa (aus Węgrzynowo im Powiat Płocki), Marschall des Bolesław von Warschau, Mundschenk und Woiwode der Woiwodschaft Masowien (1466–1472), verkaufte.
Jan überlässt den Besitz dem Bruder des Jan, Ścibor, Sohn des Marschalls Ścibor und Mundschenk von Warschau. 1473 wird Grzegorz aus Kiełpin bzw. Grzegorz Kiełpiński als Besitzer angefuehrt. Im selben Jahr erwarb er drei Anteile an Nowej Warszawie. Zwei Jahre später veräußerte er daraus seine Anteile wieder, 1479 vererbte er Zaborów und Kiełpin. Kiełpin erhielt Jakob aus Zaborów, Sohn des Ścibor, Truchsess von Warschau (1478) und Fähnrich (1483) in Zakroczym. Seine Brüder Mikołaj und Stanisław, der 1532 im Powiat Ostrowski beurkundete, erhielten u. a. den Besitz Zaborów.
Jakob aus Zaborów und Kiełpiń stirbt vor 1499, er nannte sich bis zu seinem Ableben ausschließlich Jakob aus Kiełpiń bzw. Kiełpiński. Während ihn seine Söhne Andrzej und Ścibor († vor 1517) beerbten (einer erhielt den Anteil Zaborow, der andere Kiełpiń), heiratete seine Tochter, Barbara aus Kiełpiń, 1491 den Andrzej aus Nagórek.
1510 prozessierte Ścibor mit Jan († vor 1547), Schöffe im Distrikt Dobrzyń (heute Ortschaft der Gemeinde Czosnów) gegen Anną, Witwe des Mikołaj aus Zaborów, vermutlich wegen Ansprüche an Kiełpin.
1563 ist der Sohn des Stanisław Kiełpiński vom Wappen Rogala aus Kiełpiń, Jan (Höfling und Kanzler), Eigentümer in Kiełpiń und Białuty (Masowien). Jan studierte 1544 an der Universität zu Krakau (heute: Jagiellonen-Universität).
1580 wird Jakob Kiełpiński, Herr auf Kiełpin und Białuty, als urodzony (edel geborener) bezeichnet. Er war bis 1590 Steuereinnehmer im Bezirk Zakroczym. Seine Söhne hießen Maciej, Mikolaj, Piotr und Stanislaw und erbten seinen Besitz in Kiełpiń und Białuty im Powiat Warszawski Zachodni.
Mikolajs Sohn hieß Jakob und stammte aus dessen Ehe mit Hedwig Markowska. Pawel (Soldat der polnischen Krone) und Krzysztof Kiełpiński, Söhne des Stanislaw, begaben sich nach Podolien. Maciej lebte auf Białuty.
Bei Warschau lebten 1648 Gabryel, Adam, Felicyan und Wacław Kiełpiński. Sie ließen sich zur Wahl des Königs Johann II. Kasimir einschreiben. Adam begab sich um 1674 nach Zakroczym.
Einen Teil ihres Besitzes in Kiełpiń und Białuty veräußerte die Familie 1662. Den restlichen Besitz in Kiełpiń sollte die Familie bis Mitte des 19. Jh. behalten. 1839 wies die Familie ihren Adel in Polen nach. So war es Synezjusz Kiełpiński mit seinen Söhnen, Ludwik (Unteroffizier der polnischen Armee) und Józef (Soldat in Russland), aus der Ehe mit Zofia Klepacka.

## Besitzungen (auszugsweise)
Familienmitglieder war vornehmlich in Masowien begütert.
Zu ihren Besitzungen gehörten neben Kiełpin:
Zaborów (Teil der Gemeinde Leszno im Powiat Warszawski Zachodni), Zakroczym, Ciechanów, Białuty, Dalonowo, Leszna, Niewiklę, Kołoząb und Milewo (beide Gemeinde Sochocin), Bądkowo, Kosmy – heute Gemeinde Siemiątkowo (Powiat Żuromiński) –, Kuchary (Gemeinde Drobin), Sąchocin (Sochocin), Ciemniewo (Gemeinde Sochocin), Obrąb, Zieloną, Konradziec, Rzy (Gemeinde Sochocin), Nowe Kuchary, Gromadzyn, Brzeźnicę, Chodziszewo, Ciechanowie (Gmina Miejska), Milczybor, Nacpolsk – Grąbczewo – Kozarzewo (Gemeinde Naruszewo), Sosnkowo, Cumino, Piotrowo, Czaplice und Milonkowo.

## Wappen
Rogala (siehe Wappenbeschreibung und Wappenverbreitung der Familie Rogalla von Bieberstein)

## Bekannte Namensträger
- Adam Kiełpiński (* vor 1648), Domkapitular in Wilna
- Stanisław Kiełpiński (* vor 1725), Kanoniker von Kamiennik und Rektor, Propst von Kiełpiń
- Jan Kiełpiński (* vor 1725), Vizeregent im Powiat Grodziski (Großpolen)
- Felicyan Kiełpiński (* vor 1746), Mundschenk in Zakroczym